# Thi Đình

Hình chụp người xem bảng danh sách những người thi đỗ

Thi Đình (Đình thí, Điện thí) là một khóa thi nho học cao cấp nhất do triều đình phong kiến tổ chức để tuyển chọn người có tài, học rộng. Người thi đỗ được bổ nhiệm làm quan chức trong triều chính. Sau khi thí sinh đỗ khoa thi Hội thì mới được dự thi thi Đình. Đỗ đầu thi Đình gọi là đình nguyên hay điện nguyên.
Gọi là thi Đình vì thi trong cung điện của vua.

## Thể thức thi Đình
Gồm 3 bậc (tam giáp)
- Bậc 1: Đỗ tiến sĩ đệ nhất giáp (tiến sĩ cập đệ). Gồm ba thí sinh đỗ cao nhất (gọi là tam khôi): Đỗ hạng ba là thám hoa (ông thám), hạng nhì là bảng nhãn (ông bảng), đỗ đầu là trạng nguyên (ông trạng)
- Bậc 2: Đỗ tiến sĩ đệ nhị giáp (tiến sĩ xuất thân hay hoàng giáp) - ông hoàng
- Bậc 3: Đỗ tiến sĩ đệ tam giáp (đồng tiến sĩ xuất thân) - dân gian gọi là ông tiến sĩ.

Từ 1829, thang điểm thi Đình là:
- Đạt 10 điểm, đỗ đệ nhất giáp tiến sĩ cập đệ nhất danh (Đình nguyên, đỗ đầu thi Đình, tương đương với Trạng nguyên trước kia, vì nhà Nguyễn chủ trương không lấy Trạng nguyên).
- Đạt 9 điểm, đỗ đệ nhất giáp tiến sĩ cập đệ nhị danh (Bảng nhãn).
- Đạt 8 điểm, đỗ đệ nhất giáp tiến sĩ cập đệ tam danh (Thám hoa).
- Đạt 7 và 6 điểm, đỗ đệ nhị giáp tiến sĩ xuất thân (Hoàng giáp).
- Đạt 5 điểm trở đỗ đệ tam giáp đồng tiến sĩ xuất thân (đồng tiến sĩ).
- Đạt 5 điểm trở xuống đỗ phó bảng.

Từ năm 1851 vua Tự Đức có cho thêm một số Phó bảng có điểm số thi Hội gần với điểm chuẩn đỗ chánh bảng được tham dự thi Đình để có thêm cơ hội phấn đấu. Nếu đạt điểm chuẩn đỗ tiến sĩ thì được công nhận là tiến sĩ, nếu không đạt vẫn được công nhận là Phó bảng. Vua Tự Đức giữ nguyên tiêu chuẩn đỗ tiến sĩ cập đệ và tiến sĩ xuất thân, sửa lại tiêu chuẩn đỗ đồng tiến sĩ xuất thân như sau:
- Đạt 4 điểm đến 5 điểm đỗ đệ tam giáp đồng tiến sĩ xuất thân (đồng tiến sĩ).
- Đạt 3 điểm trở xuống đỗ phó bảng.